# Wojciech Kocot
Wojciech Jerzy Kocot (ur. 23 kwietnia 1968) – polski prawnik, radca prawny, profesor nauk prawnych, profesor Uniwersytetu Warszawskiego, specjalista w zakresie prawa cywilnego.

## Życiorys
W 1992 ukończył studia prawnicze na Wydziale Prawa i Administracji Uniwersytetu Warszawskiego. Tam też w 1997 otrzymał stopień naukowy doktora nauk prawnych, a w 2005 na podstawie dorobku naukowego oraz rozprawy pt. Wpływ Internetu na prawo umów uzyskał stopień doktora habilitowanego nauk prawnych w zakresie prawa. W 2015 prezydent RP nadał mu tytuł naukowy profesora nauk prawnych. Został profesorem nadzwyczajnym Uniwersytetu Warszawskiego w Instytucie Prawa Cywilnego Wydziału Prawa i Administracji. Od 2008 r. jest kierownikiem Katedry Prawa Cywilnego Porównawczego.
Jest radcą prawnym. Do 2021 r. of counsel w kancelarii prawniczej Barylski, Olszewski, Brzozowski w Warszawie. 

## Wybrane publikacje
- Odpowiedzialność przedkontraktowa (2013)
- Wpływ Internetu na prawo umów (2004)
- Zawieranie umów sprzedaży według Konwencji Wiedeńskiej. Poradnik prawniczy (1998)
- Prawo rzeczowe. Zarys wykładu (współautorzy: Adam Brzozowski, Wiesław Opalski, 2016)
- Prawo zobowiązań – umowy nienazwane, red. Wojciech Jan Katner (współautor, 2015)
- Prawo cywilne. Część ogólna (współautorzy: Adam Brzozowski, Elżbieta Skowrońska-Bocian, 2015)
- Zobowiązania – część szczegółowa (współautorzy: Adam Brzozowski, Jacek Jastrzębski, Maciej Kaliński, Elżbieta Skowrońska-Bocian, 2014)
- Elementy prawa. Podręcznik (red. nauk., 2007)
- W kierunku europeizacji prawa prywatnego: księga pamiątkowa dedykowana profesorowi Jerzemu Rajskiemu = Towards europeanization of private law: essays in honour of professor Jerzy Rajski (współredaktor nauk.: Adam Brzozowski, 2007)
- Prawo kontraktów handlowych (współautorzy: Jerzy Rajski, Kamil Zaradkiewicz, 2007)
- Wybrane orzeczenia Sądu Najwyższego i Sądów Apelacyjnych w zakresie prawa cywilnego materialnego: obejmującego program II roku studiów na Wydziale Prawa i Administracji Uniwersytetu Warszawskiego (oprac., 1998)[1]